# Crédit lombard
Pour les articles homonymes, voir Lombard.
Le crédit lombard ou avance sur nantissement est un type de prêt garanti par un gage, historiquement utilisé par les banquiers lombards du XIIIe au XVIIe siècle, qui acceptaient alors principalement de l'or ou de l'argent en garantie. De nos jours, il s'agit d'un prêt bancaire à taux fixe, où l'emprunteur met en garantie un bien matériel, ou — de plus en plus — des investissements liquides comme des actions, des obligations ou certains contrats d'assurance-vie.
Certains types « de crédit lombard » sont utilisés par de riches particuliers ou certaines sociétés (spéculatives ou à but patrimonial, notamment) comme moyen et produit de défiscalisation (en substituant un revenu par un crédit).
Depuis peu (2025), en Europe et en France — à certaines conditions (pondération de risque de 1 250 %, qui montre que le régulateur bancaire juge ces crypto-actifs extrêmement risqués et exige que les banques mettent de côté un montant de capital très important pour chaque euro d'exposition à ces actifs) — les banques peuvent recevoir des cryptomonnaies ou crypto-actifs en gage d'un prêt.

## Histoire
Le crédit lombard est « un prêt garanti par un gage » (de l'or ou de l'argent à l'origine) très utilisés par les banquiers lombards aux XIIIe - XVIIe siècles,. De nos jours, il s'agit d'un type de prêt (à taux fixe), généralement accordé par une banque à un client, adossé à des investissements (titres financiers...) donnés en garantie. Les crédits lombard sont aujourd'hui consentis contre nantissement de valeurs patrimoniales qui tendent à être de plus en plus liquides (actions, emprunts ou certains contrats d'assurance-vie avec valeur de rachat). 
Le « crédit lombard » est parfois utilisés par des sociétés spéculatives ou à but patrimonial, ou des personnes riches, comme moyen et produit de défiscalisation (en substituant un revenu par un crédit).
Depuis mai 2023, dans l'Union européenne, la règlementation sur les marchés de crypto-actifs (dite règlement MiCA, pour Markets in Crypto-Assets) permet, progressivement (depuis le 30 décembre 2024, avec une pleine application prévue pour juillet 2026) que des banques acceptent des crypto-actifs en guise de gage, dans des conditions qui restent limitées par des exigences prudentielles très strictes imposées par le Comité de Bâle sur le contrôle bancaire (qui imposent une pondération de risque de 1 250 % pour les crypto-actifs non garantis par des actifs traditionnels), rendant leur acceptation financièrement complexe pour les institutions bancaires classiques.
En France, à partir de mai 2025, cela devient progressivement possible, sous certaines conditions (cf. ordonnance au Journal officiel le 8 mai 2025 qui modifie la définition juridique du gage de droit commun pour l'élargir aux actifs numériques (cf. nouvel article L. 226-5 du Code monétaire et financier, en vigueur depuis le 3 mai 2025).

## Avantagesversusinconvénients
Avec le crédit lombard « classique », les actifs restent investis, et la personne qui emprunte conserve presque tous les bénéfices qu'ils peuvent lui apporter. C'est un moyen classique en finance de profiter d'opportunités d'investissement intéressantes sur le marché, sans avoir à vendre ses biens.
Cependant, si la valeur des biens mis en garantie diminue, la personne qui a emprunté doit apporter plus de garanties ou accepter que le montant de son prêt diminue. Pour un bien immobilier, le nantissement (appelé souvent hypothèque dans ce cas) permet au propriétaire de continuer à utiliser son bien (sauf mention contraire dans le contrat). Par contre, il ne peut pas le vendre librement sans l'accord de la banque tant que sa dette n'est pas remboursée. C'est un outil très important pour les banques afin de réduire les risques qu'un prêt ne soit pas remboursé.
Avec les crypto-actifs, les inconvénients sont plus nombreux et importants, pour l'emprunteur comme pour le prêteur (la banque). En effet, dans le monde de la finance décentralisée (avec des monnaies comme le Bitcoin), apporter des crypto-actifs comme garantie pour obtenir un prêt, n'est pas comparable à apporter une voiture ou une maison en garantie (hypothèque), en raison principalement de la grande volatilité des crypto-actifs : la valeur du Bitcoin (ou d'autres cryptos hautement spéculatives) peut monter très vite ou s'effondrer, de manière imprévisible. Si son prix chute fortement, la banque qui a accepté des cryptos en garantie peut demander à la personne qui a emprunté de rajouter de l'argent ou décider de vendre une partie de ces cryptos pour récupérer son dû. Si la banque doit vendre rapidement les cryptos de l'emprunteur parce que le crédit n'a pas été remboursé, elle pourrait aussi perdre beaucoup d'argent. Mettre des cryptos en garantie peut en outre entraîner des frais, et la personne qui emprunte ne peut pas rester anonyme, ses cryptos étant bloquées tant qu'elles servent de garantie. 
Dans les années 2010-2020, les banques françaises et européennes ont du mal à accepter les cryptos, même si la loi française le permet maintenant. Cette réticence a plusieurs explications : la grande volatilité de ces actifs, la difficulté à les évaluer fiablement, l'incertitude réglementaire pesant sur ce secteur, le fait que les crypto-actifs et la blockchain sont souvent associés à des risques de blanchiment d'argent issus d'activités criminelles et de financement du terrorisme (en raison de leur caractère initialement perçu comme anonyme), et à mauvaise empreinte carbone et empreinte écologique de la blockchain et du trading haute fréquence), ce qui rend les banques très prudentes face à leurs autres clients et à leurs obligations légales. Elles doivent aussi mettre de côté beaucoup d'argent (provisionner) quand elles acceptent des cryptos, de l'argent qu'elles ne peuvent pas prêter ou faire fructifier facilement, ou alors à des conditions moins avantageuses.
L'absence de cadres juridiques clairs et de standards internationaux contraignait les banques à appliquer des exigences de capital très élevées pour toute exposition aux crypto-actifs, rendant leur intégration dans les services bancaires traditionnels non viable économiquement. Le manque d'infrastructures dédiées et la complexité technologique de ces actifs ont également contribué à cette frilosité. La loi française lève une partie de ces obstacles, mais doit encore être précisée par un décret.

### Nantissement des crypto-actifs en France (2025)
Depuis le 30 avril 2025, la loi française no 2025-391, dite Loi DDADUE 5, crée un régime juridique ad hoc encadrant le nantissement des crypto-actifs, pour la sécurité des créanciers et en s'inspirant des dispositions relatives au nantissement de compte-titres financiers ; ouvrant ainsi la voie à une nouvelle forme de « crédit lombard » adossé à des actifs numériques. Cette évolution est matérialisée par la création de l'article L. 226-5 du Code monétaire et financier, qui définit les modalités de constitution, de publicité et d'opposabilité du nantissement sur les actifs numériques (dont cryptomonnaies et tokens). Autrement dit, les crypto-actifs, dans une certaine mesure, peuvent servir de garantie pour l'obtention de crédits, dans un cadre sécurisé et reconnu par le droit français. Le nantissement est alors constitué par une déclaration signée du propriétaire des actifs, dont le contenu est précisé par décret en Conseil d'État. 

Cette réforme s'inscrit dans une volonté d'alignement avec le règlement européen MiCA et avec le Régime dérogatoire provisoire Pilote, et vise à favoriser l'intégration des actifs numériques dans la spéculation financière et dans les mécanismes financiers classiques.
C'est une étape de la modernisation du droit des sûretés, qui élargit l'accès au crédit (à des prêts) à partir d'actifs numériques, tout en améliorant la sécurité juridique des parties. Le texte prévoit :
- que les fruits et produits des crypto-actifs (comme les gains générés par le staking) peuvent faire partie de la garantie ;
- que les créanciers peuvent demander une attestation de nantissement aux prestataires qui gardent les crypto-actifs ;
- que le nantissement se fait par une simple déclaration signée du propriétaire des crypto-actifs (il est valable dès la signature, sans autre formalité ; cette déclaration peut être faite à la main ou via un outil automatique (comme un contrat intelligent) ;
- que le créancier (une banque en général) peut récupérer les crypto-actifs — ou leur valeur — si le prêt n'est pas remboursé.

Cette réforme s'appuie sur le règlement européen MiCA (2023/1114), qui encadre les crypto-actifs dans toute l'Union européenne.
Elle vise à 'moderniser le droit français des garanties et à faciliter l'accès au crédit pour les détenteurs d'actifs numériques. 

Dans le futur, elle pourrait ouvrir la voie à un crédit lombard 3.0, où des portefeuilles numériques pourraient servir de levier de liquidité (pour des particuliers comme pour des entreprises).

### Pondération de risque de1 250%
Cette « pondération de risque de 1 250 % » joue un rôle clé dans la règlementation bancaire internationale, notamment formulée par le Comité de Bâle sur le contrôle bancaire (BIS) et reprise par les régulateurs européens. Elle concerne tous les crypto-actifs « non garantis par des actifs traditionnels » (ex. : Bitcoin, Ethereum ou autre cryptomonnaie).
Une « pondération de risque de 1 250 % », cela signifie concrètement que pour chaque euro de crypto-actif dit de Groupe 2 (c'est-à-dire non adossé à un actif traditionnel) qu'une banque détient ou utilise comme garantie pour un prêt, elle doit mettre de côté 12,5 euros de « capital prudentiel » : c'est la pondération de risque la plus élevée possible, calculée pour couvrir un scénario plausible de perte totale de la valeur du crypto-actif. En pratique, elle revient à exiger que les banques détiennent autant de fonds propres que la valeur de leur exposition à ces crypto-actifs.
Cette mesure répond à une demande des possesseurs de cryptomonnaies, tout en cherchant à protéger le système financier du caractère spéculatif et volatil des crypto-actifs, et de risques qui leurs sont spécifiques (marché, opérationnel, cybersécurité, systèmes de Ponzi et autres arnaques contre lesquelles l'Autorité des marchés financiers (AMF) a alerté,, etc.). Selon les régulateurs du système bancaire, même si la valeur de ces actifs venait à s'effondrer brutalement, la banque aurait ainsi assez de capital pour absorber ses pertes sans mettre en péril sa pérennité. Pour une banque, immobiliser une telle quantité de capital rend néanmoins l'activité de détention ou de prêt contre des crypto-actifs non garantis extrêmement coûteuse et peu rentable. Cela limite fortement pour elles l'incitation à s'engager dans ces opérations.
Des règles moins contraignantes s'appliquent aux « crypto-actifs de Groupe 1 » (tels que des jetons représentant des actifs traditionnels (par exemple, un titre boursier tokenisé) ou certains stablecoins jugés plus stables et mieux régulés, qui sont traités selon leur niveau supposé de risque.

## Moyen de défiscalisation, contribution au blanchiment et à l'évasion fiscale
Certaines solutions dites « de crédit lombard » s'adressent à des particuliers ou à des sociétés spéculatives ou à but patrimonial qui les utilisent comme moyen et produit de défiscalisation, en substituant un revenu par un crédit, et parfois comme moyen de sciemment cacher de l'argent au Fisc (Dans son livre La Richesse cachée des nations. Enquête sur les paradis fiscaux, l'économiste Gabriel Zucman explique comment une technique populaire pour échapper au FISC était le crédit lombard. Par exemple si un français contracte un prêt lombard (gagé) auprès de la filiale française d'une banque située dans un paradis fiscal (Suisse par exemple) ; si ce prêt est garanti par la fortune que cette personne détient, cachée, en Suisse, l'argent de ce français reste en Suisse (investi par exemple en actions et obligations) mais il peut être dépensé en France, par exemple pour acheter un immeuble de rente à Paris ou un tableau de maître, en privant l'État français de ressources puisque le fisc est spolié, la personne n'ayant pas besoin de rapatrier ses fonds en France ni même de les déclarer comme revenus ou patrimoine pour les utiliser.
Historiquement, le crédit lombard a permis de « débloquer » la valeur d'actifs détenus à l'étranger sans que ces actifs ne soient directement visibles par l'administration fiscale nationale, permettant de cacher de l'argent au Fisc. Mais les conventions d'échanges d'information entre banques et états, et la suppression, en Europe, de l'anonymat en cas d'utilisation de cryptomonnaies ou autres cryptoactifs comme gage d'un Crédit lombard rendent ce type de montage plus à risque pour le fraudeur. En effet, en Europe et dans l'OCDE, avec l'entrée en vigueur de conventions internationales d'échanges automatiques d'informations financières entre États (ex. : échange automatique d'informations du G20 et de l'OCDE), ce type de montage est devenu beaucoup plus risqué pour les fraudeurs.
La possibilité récente d'utiliser des cryptoactifs comme gage posent de nouvelles questions ; et a suscité des réponses : la suppression de l'anonymat en Europe en cas d'utilisation de cryptomonnaies ou d'autres crypto-actifs comme garantie d'un crédit lombard doit rendre ce type de fraude plus difficile et risquée.